# Radegast (Anhalt)
Radegast este o localitate în cadrul orașului Südliches Anhalt din landul Saxonia-Anhalt, Germania.